# 珠海吻紅螢
珠海吻紅螢（学名：Lycostomus placidus）为紅螢科吻紅螢屬下的一个种。